# Hrvatske autoceste

Logo der kroatischen Autobahn-Betreibergesellschaft "Hrvatske autoceste d.o.o."

Das aktuelle kroatische Autobahnnetz (Stand: Ende 2009)

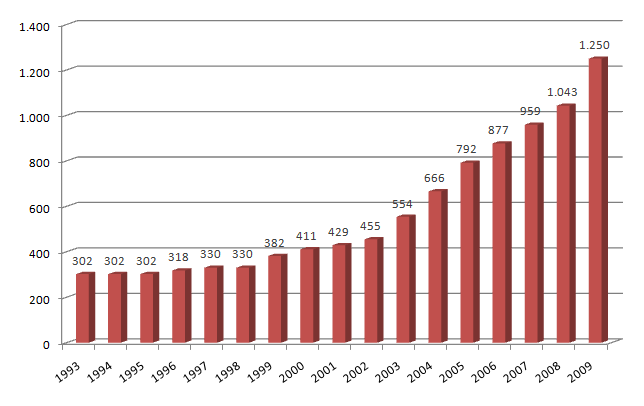
Dynamik des Ausbaus des kroatischen Autobahnnetzes (1993–2009)
Länge in km

Hrvatske autoceste d.o.o. (HAC) (dt. etwa Kroatische Autobahnen GmbH) ist die größte kroatische Autobahn-Betreibergesellschaft. Sie wurde 1991 gegründet und ist zu 100 % im Besitz des kroatischen Verkehrsministeriums unter dem derzeitigen Minister Božidar Kalmeta. Derzeitiger Vorstandsvorsitzender der HAC ist Stjepko Boban.
Die nationale Betreibergesellschaft HAC ist für das Management von Investitionen in die kroatische Autobahn-Infrastruktur und deren anschließende Nutzung verantwortlich. Neben der HAC gibt es die staatliche Betreibergesellschaft Autocesta Rijeka-Zagreb (ARZ), sowie zwei private Gesellschaften: Autocesta Zagreb-Macelj (AZM) und Bina Istra.

## Betrugsskandal
Mit Ende 2009 sind zahlreiche Korruptionsskandale im Management der HAC aufgefallen. So wurden in der von der kroatischen Betrugsbekämpfungsbehörde USKOK Ende November 2009 durchgeführten „Operation Nesklad“ (deut. Operation Ungereimtheit) fünf Vorstandsmitglieder, darunter auch der einstige Vorstandsvorsitzende Jurica Prskalo, festgenommen. Unter den Anklagepunkten befindet sich unter anderem der Vorwurf der Unterschlagung bedeutender Summen bei der Erhaltung unterschiedlicher Tunnel. Den Verantwortlichen wird angelastet, in den Bilanzen überzogene Summen für das Färben der Tunnels Mala Kapela und Sveti Rok veranschlagt und Absprachen mit diversen Privatfirmen getroffen zu haben. In der Folge des Skandals häuften sich die öffentlichen Aufrufe zum Rücktritt von Verkehrsminister Božidar Kalmeta.

## Privatisierung
Ende 2012 gab die kroatische Regierung bekannt, die HAC sowie die Schwestergesellschaft ARZ privatisieren zu wollen.